# 藤田徳太郎
藤田 徳太郎（ふじた とくたろう、1901年11月1日 - 1945年6月29日）は、日本の国文学者。

## 経歴
1901年、山口県下関市で生まれた。第五高等学校に入学。在学中から短歌雑誌「白路」を通して作歌活動を行っており、後に小説家となる林房雄や国文学者となる森本治吉、中島光風らと交友を結んだ。東京帝国大学文学部に入学し、国文学を専攻して卒業。
その後は、浦和高等学校教授に就任。和歌は佐佐木信綱に師事、日本の歌謡を研究した。1941年、大東塾塾長の影山正治が主宰する歌道普及を目的とした全国組織「新国学協会」が発足すると、その中に加わった。また、愛国百人一首の選定に当たるなど戦時下では国粋主義的な立場をとった。しかしながら、1945年6月29日の下関空襲により死去。

## 著作
著書
- 『源氏物語綱要』不老閣書房 1928
- 『源氏物語研究書目要覧』六文館 1932
- 『国文学襍説』六文館 1932
- 『国文学概説』啓松堂 1934
- 『古刊源氏物語書目 古書研究叢書』駿南社 1934
- 『古代歌謡の研究』金星堂 1934
- 『近代歌謡の研究』人文書院 1937
- 『佐佐木信綱先生』日本文化振興会 1937
- 『歌謡文学 日本文学大系 第16巻』河出書房 1938
- 『日本文学の精神と研究史』玄海書房 1938
- 『和歌史論』アルス 1938
- 『源氏物語の構成』青木書店 1939 文化叢書
- 『国文学の世界』人文書院 1939
- 『日本小説史論』至文堂 1939
- 『平安時代の庶民文学』日本放送出版協会・ラヂオ新書 1939
- 『国文学の歴史と鑑賞』人文書院 1940
- 『日本歌謡の研究』厚生閣 1940
- 『日本文学之伝統』文園社 1940
- 『日本民謡論』万里閣 1940
- 『王朝文学の歴史と精神』楽浪書院 1941
- 『古典の歴史』モダン日本社 1941
- 『新国学論』大同印書館 1941
- 『皇国文学史論』講談社 1942
- 『平田篤胤の国学』道統社 1942
- 『民族文学の歴史』愛国新聞社出版部 1940-1942
- 『古典と民族精神』郁文社 1943
- 『女性と古典の教養』葛城書店 1943
- 『平安朝の日記文学』建設社 1943
- 『本居宣長と平田篤胤』丸岡出版社 1943
- 『維新志士回天詩歌集』金鈴社 1944

共編著
- 『近代歌謡集 校註日本文学類従』編 博文館 1929
- 『上代歌文新抄』遠藤佐市郎共編 中興館 1929
- 『元禄文学新抄』遠藤佐市郎共編 中興館 1931
- 『松の葉』校註、秀松軒編、岩波文庫 1931
  - 復刊 1984年
- 『松の落葉』校註、大木扇徳編、岩波文庫 1931
  - 復刊 1984年
- 歌曲考』山崎美成編、校訂、大岡山書店 1932
- 『閑吟集 附狂言小歌集　室町小歌拾遺集』校註 岩波文庫 1932
  - 復刊 1984年
- 『夜半の寝覚』校註、増淵恒吉共編、中興館 1933
- 『未刊稀覯歌謡研究資料』編 壬生書院 1939
- 『聲曲類纂』斎藤月岑校註 岩波文庫 1941
  - 復刊 1984年、2001年
- 『平安時代物語選要』編 明治書院 1941
- 『国学者論集』訳編 小学館 1942
- 『志士詩歌集』編 小学館 1942

## 資料
- 「僕と五高:回顧録(二)」『龍南会雑誌』238, 1937年, 57-60頁doi.
- 「昭和戦中期の国学研究：藤田徳太郎を例に」『近代の神道と社会』松本久史著, 國學院大學研究開発推進センター編, 2020年[4].
- 「戦争と国文学者：藤田徳太郎とその周辺」『早稲田実業学校研究紀要』32号, 土佐秀里, 1998年, 52-59頁.
- 『文藝年鑑 1940年』